# Politique en Algérie

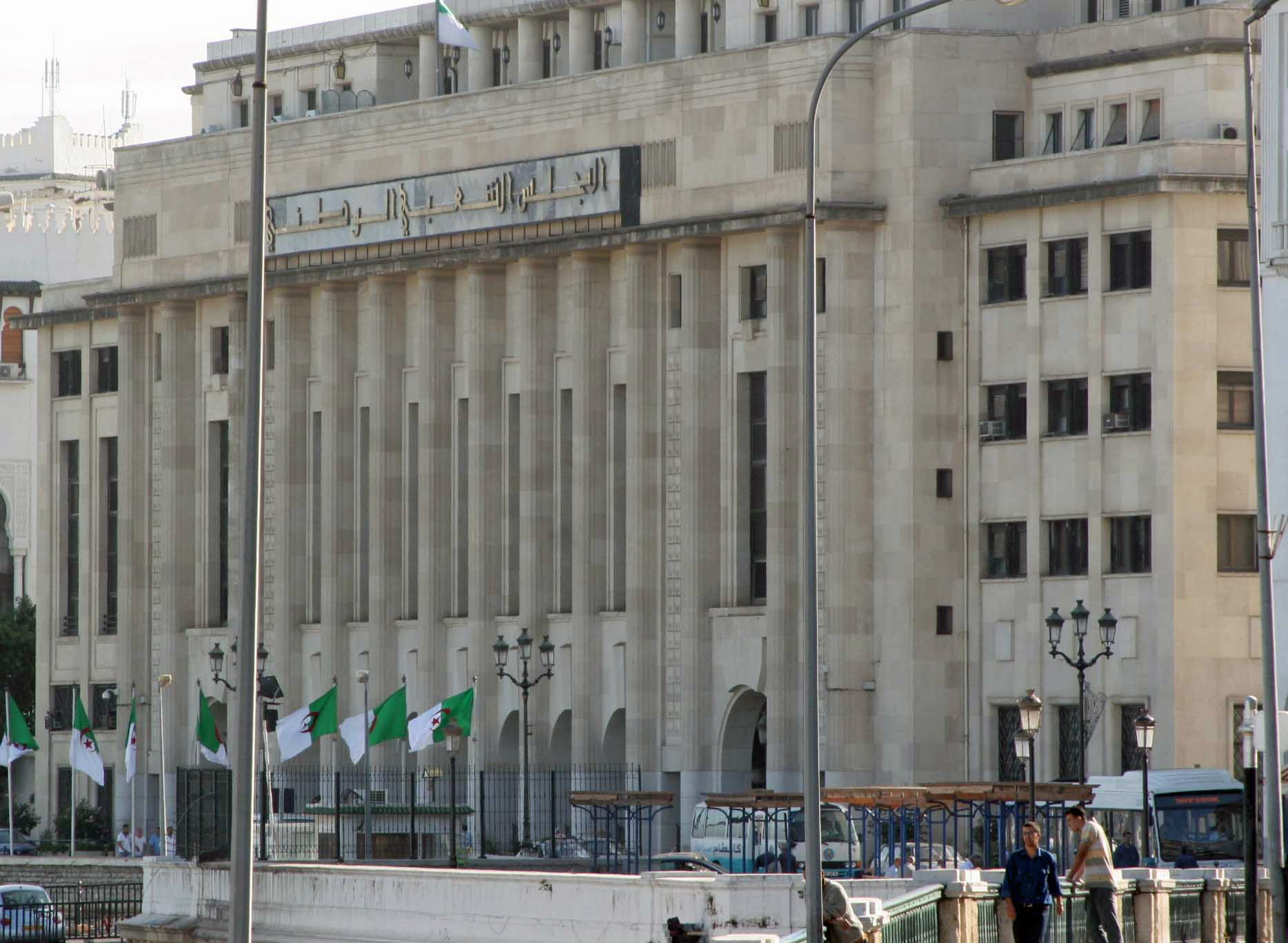
Assemblée populaire nationale algérienne.

La politique en Algérie repose sur un modèle étatique de république unitaire semi-présidentielle multipartiste. Depuis octobre 1988, la République algérienne démocratique et populaire est une démocratie représentative constitutionnelle reposant sur la constitution de 1996 révisée en 2020. Les prérogatives de l'État sont ainsi réparties entre le gouvernement, nommé par le président, et le Parlement, élu au suffrage universel, et cela périodiquement tous les cinq ans, renouvelable une fois. La nature démocratique réelle du système politique est contestée[Par qui ?][réf. nécessaire].

## Histoire
Le Parti communiste algérien, constitué en 1920 comme branche algérienne du Parti communiste français, devient un parti politique indépendant en 1936. En 1946, Messali Hadj fonde le Mouvement pour le triomphe des libertés démocratiques (MTLD), qui prend la suite du Parti du peuple algérien (interdit par les autorités coloniales en 1939).
En 1954, après une scission au sein du MTLD, le Front de libération nationale (FLN) déclenche une insurrection visant à l'indépendance de l'Algérie. Le Parti communiste s'allie au FLN tout en conservant son autonomie politique ; les communistes algériens peuvent ainsi rejoindre le FLN à titre individuel. En 1957, la plupart des maquis communistes rejoignent le FLN. 
À l’indépendance, en 1962, Ahmed Ben Bella devient président avec le soutien de la branche armée du FLN.  Mohamed Boudiaf, le dirigeant historique du parti, entre dans l’opposition et crée le Parti de la révolution socialiste. En 1963, le FLN est reconnu parti unique par la Constitution de la jeune République algérienne. Hocine Aït Ahmed, autre dirigeant historique du FLN, proteste contre l’interdiction du multipartisme et crée le Front des forces socialistes. Puis, en, 1966, le Parti de l'avant-garde socialiste est fondé dans la clandestinité.
En 1989, à la suite des émeutes d’octobre 1988, la nouvelle Constitution reconnaît le multipartisme et permet aux partis auparavant clandestins. D’autres sont créés, dont le Rassemblement pour la culture et la démocratie et le Front islamique du salut. En 1992, l’armée intervient pour faire interdire le FIS, qui était en mesure de gagner électoralement le pouvoir. La guerre civile éclate.
La nature démocratique réelle du système politique est contestée, notamment en Kabylie, et récemment par une grande partie du peuple à travers le « Hirak ».

## Constitution
L'Algérie est un État où le multipartisme est autorisé. Près de soixante partis politiques existent ou ont existé depuis la libéralisation du pays en 1988. Tous les partis doivent être approuvés par le ministère de l'Intérieur après enquête. La Constitution de 1996 précise :

« Dans le respect des dispositions de la présente Constitution, les partis politiques ne peuvent être fondés sur une base religieuse, linguistique, raciale, de sexe, corporatiste ou régionale. […]

Toute obédience des partis politiques, sous quelque forme que ce soit, à des intérêts ou partis étrangers, est proscrite.

Aucun parti politique ne peut recourir à la violence ou à la contrainte, quelles que soient la nature ou les formes de celles-ci. »

## Les institutions

### L'exécutif
| Fonction                   | Nom                  | Parti | Depuis                                       |
| -------------------------- | -------------------- | ----- | -------------------------------------------- |
| Président de la République | Abdelmadjid Tebboune | FLN   | 19 décembre 2019 (5 ans, 5 mois et 10 jours) |
| Premier ministre           | Nadir Larbaoui       |       | 11 novembre 2023 (1 an, 6 mois et 18 jours)  |

Le président de la République : directement élu au suffrage universel adulte, est Chef d’État, Chef des Forces Armées et responsable de la défense nationale. Le terme de son mandat est de 5 ans, renouvelable une seule fois. Le Président préside les réunions du Conseil des Ministres. Il rédige, coordonne et implémente le programme de son gouvernement, qu’il doit présenter à l’Assemblée pour ratification. Le Président préside également le Haut Conseil de Sécurité, qui est chargé de conseiller sur toutes les matières concernant la sécurité nationale.
La présidence de l’État a été attribuée par le Haut Comité de Sécurité (HCS), à l’issue de la « conférence nationale de consensus » de janvier 1994, au général Liamine Zéroual. Son mandat a été confirmé par l’élection présidentielle de novembre 1995. La révision constitutionnelle de novembre 1996, approuvée par référendum mais contestée par l’ensemble des forces d’opposition, a considérablement élargi les pouvoirs présidentiels. Depuis l'élection présidentielle algérienne de 2019, la présidence est assurée par Abdelmadjid Tebboune.
Le Conseil des ministres ou gouvernement est présidé par le Premier ministre ou Chef du gouvernement, lui-même désigné par le président de la République.
Le Secrétariat général du gouvernement : à la différence des autres organes de la Présidence de la République dont il fait partie, le Secrétariat général du gouvernement est essentiellement un organe permanent de coordination de l’activité juridique gouvernementale.
Il constitue la base de l’organisation de l’activité normative de l’État. En effet, c’est à lui que revient le mérite d’avoir instauré et veillé au respect sans relâche par voie de circulaires et d’instructions, agissant sous le timbre de la Présidence du Conseil, des procédures et aspects d’élaboration des textes législatifs et réglementaires en termes de techniques de rédaction juridique, de terminologie, de respect des normes et des procédures de consultation interministérielle.
Outre ses fonctions d’étude, de contrôle de conformité ou de régularité, tant dans la forme que dans le fond, des textes juridiques de l’État, le Secrétariat général du gouvernement est le plus souvent appelé à se prononcer ou à donner son avis motivé sur toute question juridique qui entrave la concrétisation d’une action ou que peuvent être amené à lui poser le Chef de l’État ou le Chef du Gouvernement. Son avis très recherché peut concerner un arbitrage de droit, la meilleure manière de mettre en œuvre une loi, un décret ou un arrêté ou alors une réponse à des interprétations divergentes de textes.

### Le législatif
Le Parlement, bicaméral depuis l’entrée en vigueur de la constitution de 1996, est composé d’une Assemblée Populaire Nationale et d’un Conseil de la Nation. Le Chef du Gouvernement et les chambres parlementaires peuvent tous deux initier une législation. Celle-ci doit être délibérée respectivement par l’Assemblée Populaire Nationale et par le Conseil de la Nation avant sa promulgation. Tous les textes passés par l’Assemblée doivent être approuvés par trois quarts des membres du Conseil afin de devenir législation.
L’Assemblée Populaire Nationale : la première élection législative en Algérie eut lieu le 20 septembre 1962, soit quelques mois à peine après l’indépendance nationale. L’Assemblée, élue pour un mandat d’une année, avait notamment pour but de promulguer la loi fondamentale du pays, ce qui donna naissance à la Constitution du 10 septembre 1963, qui consacra notamment le principe monocaméral pour le Parlement algérien. Le mandat de cette Assemblée Nationale, se vit prolongé d’une année conformément à l’article 77. Le recours par le président de la République, le 3 octobre 1963, à l’exercice des pleins pouvoirs, conformément à l’article 59 de la Constitution, eut pour effet de geler les activités de cette Assemblée Nationale. De 1965 à 1976, il fut institué au sommet de l’État Algérien un Conseil de la Révolution, dépositaire de l’autorité souveraine. Le 22 novembre 1976, dans le cadre du parachèvement des institutions de l’État Algérien, une nouvelle Constitution fut promulguée, qui institua (Art. 126)  une chambre unique dénommée Assemblée Populaire Nationale (APN), chargée d’exercer le pouvoir législatif, élue le 25 février 1977 pour un mandat de cinq ans, et régulièrement renouvelée en 1982 et 1987.
La révision constitutionnelle du 28 février 1989 ne dérogea pas au principe monocaméral, en maintenant l’Assemblée Populaire Nationale, même si par ailleurs elle consacre une séparation des pouvoirs législatifs, exécutif et judiciaire (Art. 92). Le renouvellement de cette Assemblée, arrivée à son terme, était interrompu par la démission du Président de la république, qui créait une situation de vide juridique. Ceci entraînera la mise en place de structures transitoires (Haut Comité d’État et Conseil Consultatif National puis Conseil National de Transition), jusqu’à la révision constitutionnelle du 28 novembre 1996, qui modifia le paysage institutionnel algérien en instaurant un Parlement bicaméral, composé d’une APN, et d’un Conseil de la Nation. Ces institutions furent élues le 5 juin 1997, et constituent le premier Parlement pluraliste de l’Algérie indépendante.
Les 407 membres de l’Assemblée sont directement élus dans 59 circonscriptions électorales correspondant aux différents wilayas du pays plus une circonscription représentant la « communauté nationale à l'étranger ». Les sièges sont distribués par rapport à la population : un siège pour chaque tranche de 120 000 habitants et un siège supplémentaire pour chaque fraction de 60 000 habitants. Aucune wilaya ne possède moins de trois sièges. L’élection est basée sur la représentation proportionnelle. Seules les listes obtenant 5 % ou plus du vote populaire sont attribuées des sièges. Le vote n’est pas obligatoire et l’âge requis pour voter est de 18 ans.
Le Conseil de la Nation (مجلس الامة) est la deuxième Chambre du Parlement algérien. Institué pour la première fois par la Constitution du 28 novembre 1996 (Art. 98), le Conseil de la Nation comprend 144 membres, dont les 2/3, soit 96 membres, sont élus au suffrage universel indirect, parmi et par les élus des Assemblées Locales (Assemblées Populaires Communales et de Wilaya) au sein de chaque Wilaya, le tiers restant, soit 48 membres, étant désigné par le Président de la République. La durée du mandat du Conseil de la Nation est de six ans, le renouvellement se faisant toutefois par moitié tous les trois ans.
Le Conseil de la Nation exerce, avec l’Assemblée Populaire Nationale, le pouvoir législatif. À ce titre, il vote les lois à la majorité des 3/4 de ses membres (Art. 120). Il ne peut être saisi que des textes déjà adoptés par l’APN, pour lesquels il ne dispose toutefois pas du pouvoir d’amendement. En cas de désaccord entre APN et Conseil de la Nation, une commission paritaire ad-hoc est mise en place et est chargée de proposer un texte révisé qui est soumis à l’approbation des deux chambres, sans possibilité d’amendement.
Le Conseil constitutionnel a été institué par la Constitution du 23 février 1989. Il est chargé de veiller au respect de la Constitution, et de s’assurer à ce que les référendums et les élections présidentielles et législatives soient conduites en accord avec la loi. Sa composition, ses compétences, la durée de ses membres, les domaines et les moments de contrôle, les autorités constitutionnelles habilitées à le saisir et enfin les sanctions (avis et décisions) qu’il prononce ainsi que leurs effets sont déterminés par la Constitution et précisés par d’autres textes. La composition du Conseil Constitutionnel est régie par l’alinéa 1er de l’article 164 de la Constitution. Il est composé depuis la révision constitutionnelle du 28 novembre 1996 de neuf membres : trois désignés par le président de la République (dont le président du Conseil constitutionnel), deux élus par l’Assemblée Populaire Nationale, deux élus par le Conseil de la Nation, un élu par la Cour suprême et un élu par le Conseil d’État.
En vertu des dispositions de l’article 164 alinéas 3 et 4 de la Constitution, le Président du Conseil Constitutionnel est désigné pour un mandat unique de six ans. Les autres membres du Conseil Constitutionnel remplissent un mandat unique de six ans et sont renouvelés par moitié tous les trois ans. S’agissant des autorités de saisine, l’article 166 de la Constitution stipule que le Conseil constitutionnel est saisi par le Président de la république, le Président de l’Assemblée Populaire Nationale ou du Conseil de la Nation.
Outre ses attributions en matière de contrôle de constitutionnalité, le Conseil constitutionnel veille, en vertu de l’alinéa 2 de l’article 163 de la Constitution, à la régularité des opérations de référendum, d’élection de Président de la République et d’élections législatives et proclame les résultats de ces opérations.

### Le judiciaire
La Cour suprême régule les activités des cours et des tribunaux et le Conseil d’État contrôle le judiciaire administratif. La Cour Suprême est présidée par son premier président. Tous les magistrats sont responsables devant la Cour Suprême quant à la manière dont ils exercent leurs fonctions.
La loi organique du 30 mai 1998 a doté le Conseil d’État d’une compétence judiciaire classique et d’une compétence consultative originale.
Comme institution judiciaire, il est juge de l’annulation de toutes les décisions administratives, réglementaires ou individuelles rendues par les autorités administratives centrales, les institutions publiques nationales et les organisations professionnelles nationales (article 9-1). Il connaît, en outre, en appel, des recours introduits devant les tribunaux administratifs et tendant à l’annulation des actes pris par les autorités administratives autres que « centrales » (Walis, Président d’APC…). Il est juge d’appel de tous les jugements rendus en premier ressort par les Tribunaux dans les affaires de fond encore appelées « de plein contentieux ». Il connaît en outre des recours en cassation contre les décisions des juridictions administratives rendus en dernier ressort ainsi que des recours en cassation des arrêts de la cour des Comptes (article 11). Il peut être appelé à juger des recours en appréciation et des recours en interprétation de la légalité des actes dont le contentieux relève du Conseil d’État (article 9-2).
Le Conseil d’État est organisé pour l’exercice de ses fonctions judiciaires en 4 chambres, chacune d’elles étant subdivisée en sections. La conduite de l’instruction du dossier est particulière car la procédure est écrite et secrète d’où la monotonie de ses audiences publiques dominées parfois par un échange de documents et de rares plaidoiries.
Comme institution consultative (articles 12 et 35), il est saisi par le gouvernement pour donner son avis sur les projets de loi qui lui sont soumis et propose toutes les modifications qu’il juge nécessaire. Ces textes sont alors débattus en Conseil des ministres avant leur présentation devant les deux Chambres pour adoption.
Le Conseil d’État délibère en matière consultative en assemblée générale et en commission permanente lorsque, à titre exceptionnel, l’urgence est signalée par le chef du gouvernement.
L’assemblée générale est présidée par le président du Conseil d’État. Elle comprend le vice-président, le commissaire d’État, les présidents de chambres, et cinq conseillers d’État (article 37). Les ministres peuvent assister aux séances ou se faire représenter par des fonctionnaires ayant au moins le rang de directeur d’administration centrale pour les textes relevant de leur département.
La commission permanente est formée d’un président ayant rang de président de chambre et d’au moins quatre conseillers. Le commissaire d’État ou l’un de ses adjoints peut assister aux délibérations et rend des conclusions. Un ministre peut de même assister aux séances ou se faire représenter afin d’émettre un avis.
Le Conseil d’État s’attache essentiellement à vérifier la régularité formelle du texte de loi et sa cohérence et propose les modifications nécessaires à son harmonie.
Il veille en outre à sa bonne rédaction dont l’ambiguïté peut prêter éventuellement à interprétation. Dans l’exercice de cette mission, il a émis à ce jour, 41 avis portant sur des objets divers (loi de finance, loi sur la privatisation des entreprises publiques…).
Il est à noter que le texte rédigé en langue nationale stipule que le Conseil d’État émet des avis conformes qui s’imposent alors que celui rédigé en langue française parle de simple avis.

### Autres
Le Haut conseil islamique algérien est un organe conseiller en matières relatives à l’Islam. Le Conseil comprend quinze membres et son Président est désigné par le Président de la République. Abdelmadjid Meziane fut président du Conseil jusqu'à sa mort le 15 janvier 2001. Il fut remplacé par Cheikh Bouamrane, mort le 13 mai 2016.
Le Haut Conseil de Sécurité (HCS) est un organe, consultatif, prévu par la Constitution algérienne de 1989. Composé de sept membres (dont le chef d’état-major de l’armée), il s’occupe, comme son nom l’indique, des questions de sécurité nationale et internationale. C’est lui qui a constaté en janvier 1992 « l’impossibilité de la poursuite du processus électoral » et a créé le HCE. Le HCS est, depuis la révision constitutionnelle de novembre 1996, présidé par le Président algérien.

### Institutions transitoires janviéristes (1992-1996)
Le Haut Comité d’État (HCE) : Le Haut Comité d’État est une présidence collégiale établie à la suite du coup d’État militaire de janvier 1992, qui a interrompu le processus électoral avant le second tour des élections législatives qui allait donner la victoire au Front Islamique du Salut (FIS). Après avoir dissout le FIS, le HCE instaure un état d’urgence permanent, créé des juridictions « spéciales » dans le cadre de sa lutte contre « le terrorisme et la subversion » et soumet la presse à la censure. En janvier 1994, il organise une « conférence nationale de consensus » pour préparer la reprise du processus démocratique. Cette conférence a été boycottée par les principales formations politiques du pays (le FFS, le RCD, les dirigeants du FIS enclins au dialogue encore en liberté). Le HCE disparaît à l’issue de cette conférence.
Le Conseil national de transition (CNT) : Le Conseil national de transition est une institution législative non-élue créée lors de la « conférence nationale de consensus ». Elle succède au Conseil consultatif national qui avait été établi en avril 1992 pour remplacer l’Assemblée nationale dissoute. Elle comprend 180 sièges répartis selon un système de quotas entre l’administration, des syndicats, des associations professionnelles, sociales et culturelles et des partis politiques. Seules y prennent part les formations proches du pouvoir. Le CNT est dissous en mai 1997.
Le Conseil national économique, social et environnemental (CNESE) : Ce conseil a été créé par décret présidentiel no 93-225 du 19 Rabie Ethani 1414 correspondant au 5 octobre 1993. D'abord CNES, organe consultatif, qui a pour objectif de mettre en œuvre la concertation entre partenaires sociaux et économiques. De plus, il a pour obligation d’évaluer le degré de développement économique et culturel de l’Algérie. En 2007, le CNES manifeste une envie de se moderniser en élargissant son champ de compétence au développement humain, pauvreté, liberté économique et la gouvernance dans le but d’améliorer son rôle de conseiller aux politiques publiques. Le volet environnemental est ajouté par la Constitution de 2020.

## Relations entre les pouvoirs civil et militaire
L'Armée nationale populaire (ANP) joue un rôle important dans le système politique en Algérie depuis son origine en tant qu'Armée de libération nationale (ALN) qui a libéré Algérie de la colonisation française lors de la guerre de libération nationale de 1954–1962,. D'après Maxime Ait Kaki, l'ALN est d'abord dominée par le parti Front de libération nationale (FLN), puis s'affirme plus importante que lui pendant la présidence d'Ahmed Ben Bella (1963–65), et devient sous Houari Boumédiène (1965–78) « la source du pouvoir personnel », avant qu'elle « relâche un temps son emprise » sous Chadli Bendjedid (1979–92) lors d'un début de multipartisme.
Rachid Benyelles, ancien chef de la marine militaire et ministre sous Bendjedid, conteste le rôle dominant de l'armée, disant en 2017 qu'elle a « toujours été à la disposition du décideur ». Il déclare que l'armée n'a pas eu de rôle dans la prise de décision sous Boumédiène.
L'ANP reprend un rôle central de pouvoir politique avec la guerre civile algérienne. En 1998, Lahouari Addi constate que « la hiérarchie militaire exerce la souveraineté et se pose en détentrice de l’autorité suprême, réduisant le conseil des ministres à un exécutif chargé de la gestion de l’administration » et que les officiers supérieurs organisent des « réseaux de fidélité » leur donnant une indépendance qui contourne la hiérarchie formelle civile. Il déclare que cette hiérarchie parallèle est visible seulement en temps de crise. Dans de telles situations, les officiers les plus haut-gradés se réunissent de façon discrète, non-constitutionnelle, prenant des décisions comme celle de l'arrêt du processus électoral de 1991. Selon Lahouari, les membres du conseil militaire informel sont « les officiers de l’état-major, les chefs des services centraux du ministère de la Défense, ceux des régions militaires, le responsable de la gendarmerie nationale et celui de la sécurité. Lahouari nomme la situation une « dichotomie ... entre un pouvoir réel non institutionnalisé et un pouvoir formel sans autorité politique ».
En 2004, sous Abdelaziz Bouteflika, l'ANP, d'après Ait Kaki, « continue de se poser en instance protectrice de la Constitution, à l'image de l'armée turque ». Les rapports de pouvoir entre les pouvoirs civil et militaire restent opaques, donnant lieu à des spéculations « passionnelles ». Pour Rachid Ouaissa, il y a un accord entre le clan Bouteflika et l'armée, selon lequel celle-là se retire largement de la politique en acquiérant une « indépendance économique totale et peut même installer sa propre industrie ».
En juillet 2018, Abderrazak Makri, chef du Mouvement de la société pour la paix (MSP), appelle le chef d'état-major de l'armée, Ahmed Gaïd Salah, à agir dans le sens d'une « transition démocratique » tandis que le Rassemblement pour la culture et la démocratie (RCD) réagit en s'opposant à l'intervention de l'armée. Salah s'y oppose aussi, déclarant que « l’Armée nationale populaire est une Armée qui connaît ses limites, voire le cadre de ses missions constitutionnelles, qui ne peut en aucun cas être mêlée aux enchevêtrements des partis et des politiques ». Deux officiers à la retraite, dans un entretien avec le Middle East Eye, critiquent la proposition d'intervention de l'armée comme « obsession maladive » et le point de vue arrogant et raciste des « médias parisiens et [du] milieu politique français » qui n'arrivent pas à comprendre la politique algérienne.
En août 2018, le chef et cinq des six commandants régionaux de la gendarmerie sont remplacés, ainsi que quatre des six commandants de régions militaires. Contacté par Middle East Eye, un cadre du ministère de Défense algérien interprète les remplacements comme élément d'un « long processus d'évolution de l'ANP vers une armée de métiers, une armée qui obéit à un seul chef, le Président, et non pas à un éventuel conglomérat de puissants gradés ».

### Hirak
En mai 2019, pendant le Hirak, Rachid Ouaissa constate, qu'avec l'intervention de Gaïd Salah dans la démission de Bouteflika, demandée par « le peuple algérien » (les manifestants du Hirak), le pouvoir militaire a « installé et destitué tous les présidents qui se sont succédé, sans exception ». Ouaissa compare l'Algérie avec les dictatures où les gouvernements civils ont remplacé le pouvoir militaire du rôle politique principal, déclarant qu'en Turquie, au Portugal, au Chili, au Brésil, au Nicaragua, au Pérou et en Uruguay, le pouvoir militaire a gardé son autonomie financière et en personnel et son droit « à intervenir en politique en cas d'urgence ». Grâce aux hydrocarbures, l'ANP est « une armée rentière et patrimoniale », ce qui explique, selon Ouaissa, son « ingérence… dans la politique et les affaires ».

## Caractéristiques du système institutionnel
Le manque de transparence et la corruption accrue du pouvoir et des institutions de l'État confirment un régime politique kleptocrate[non neutre].
Le système a cela dit un caractère oligarchique qui s'est mis en place durant les années 2005-2015 où la manne pétrolière a créé des fortunes locales, ce qui leur a permis de s'installer comme une troisième composante du système politique.
L'accession de certains membres de la famille présidentielle à des postes de responsables confirme aussi une nature népotique du système. L'ancien président, Abdelaziz Bouteflika, au pouvoir de 1999 à 2019, ainsi que des proches à lui, notamment dans son cercle familial, ont en outre et plusieurs fois été impliqués dans des affaires politico-financières. 
L’article 67 de la révision constitutionnelle de 2020 dispose qu’un « égal accès aux emplois et fonctions de l’État est garanti à tous les citoyens », et ce « à l’exception de ceux liés à la souveraineté et à la sécurité nationales ».

## Partis politiques et élections
Conformément à la constitution, le gouvernement algérien doit œuvrer pour la libéralisation de la vie politique, en encourageant notamment la création de nouveaux partis politiques. Plus de quarante partis politiques sont actuellement[Quand ?] en activité dans la vie politique algérienne.

### Droite
- Front de libération nationale : Principal parti politique, véhiculant et se basant sur la légitimité historique issue de la révolution du 1er novembre 1954. Il a fait élire le plus de présidents, de chefs de gouvernement et de ministres que la totalité des autres partis réunis. La ligne principale du parti est l'algérianisme, courant intellectuel nationaliste issu de la lutte pour l'indépendance. Le parti a cependant, et durant la présidence de Bouteflika, dérivé de cette ligne historique en instaurant un régionalisme et un clanisme au haut sommet du parti et de l'État qui ont divisé le parti de l'intérieur et ont vu plusieurs courants et tendances nationalistes s'installer. Une coalition tripartite a aussi été mise en place dans le cadre d'un programme quinquennal initié par le président Bouteflika durant l'élection présidentielle de l'année 2004, durant laquelle la coalition  fait face au candidat libre et ancien chef de gouvernement Ali Benflis.
- Alliance nationale républicaine, fondé par Réda Malek.
- Ahd 54
- Parti national pour la solidarité et le développement

### Centre
- Rassemblement national démocratique : Parti issu du FLN lors de la tragédie nationale durant les élections législatives de 1997. Il permettra d'élire un président en la personne de Liamine Zeroual, ainsi que plusieurs chefs de gouvernement notamment Ahmed Ouyahia. Ahmed Ouyahia fut président du parti avant qu'il ne démissionne en janvier 2013.
- Talai el Hurriyat, présidé par Benounane.
- Front El Moustakbal, présidé par Boutbig.
- Mouvement populaire algérien, séparation de droite du RCD, fondé par Amara Benyounès
- Jil jadid[réf. nécessaire] , présidé par Djilali .

### Gauche
- Front des forces socialistes : Principal parti de gauche, opposant historique du FLN, le parti a toujours milité pour l'application du socialisme pur.
- Rassemblement pour la culture et la démocratie[réf. nécessaire] : Créé le 9 février 1989. Il a longtemps été présidé par Saïd Sadi un des membres fondateurs, réputé proche de la sécurité militaire. Mohcine Belabbas est le nouveau président du RCD depuis le 10 mars 2012. Le RCD se définit comme un parti laïc défendant les libertés individuelles dans le respect de la société.
- Union démocratique et sociale : parti non-agrée de l'état dirigé par Karim Tabou
- Union pour le changement et le progrès de Zoubida Assoul
- Mouvement démocratique et social

### Partis islamistes
- Front islamique du salut : Parti interdit à la suite des événements de la décennie noire, où il joua un rôle catalyseur dans la violence à l'égard du pouvoir qui était en place. La contre-violence que le pouvoir avait engagée, a conduit à une guerre civile de 10 ans, qui a détruit le pays, son économie et a directement conduit à la mort ou la disparition de 250 000 algériens.
- Mouvement de la société pour la paix : principal parti d'opposition durant les années noires[réf. nécessaire], notamment lors de sa présidence par le défunt Mahfoud Nahnah. Le parti s'est rapproché du pouvoir en plaçant plusieurs ministres, qui aujourd'hui sont accusés de corruption, et cela au détriment de sa ligne stratégique orientée vers le conservatisme, l'arabisation et l'islam politique.
- Mouvement pour la réforme nationale (Harakat El Islah) : Fondé par Abdallah Djaballah, duquel il fut écarté pour ses positions d'opposant au pouvoir. Le parti milite pour la non-révision du Code de la famille algérienne.
- Mouvement de la renaissance islamique (Harakat El Nahda) : Parti islamiste dont la ligne principale et la lutte contre la corruption. Le président et fondateur du parti, Abdallah Djaballah natif de Skikda dans l'est du pays, et fondateur du parti d'El Islah qu'il a quitté en 2002 pour créer le nouveau parti d'El Nahda, après l'aliénation de ce dernier avec le pouvoir en place, il fut écarté par des militants proches des partis au pouvoir. Le parti a perdu la majorité de ses militants durant les élections de 2007 où il a sécurisé trois sièges au Parlement contre les 43 du mandat précédent.
- Mouvement El-Bina : Fondé en 2013 par une scission du Mouvement de la société pour la paix, le Mouvement El-Bina est parti politique islamiste et conservateur algérien. Son président Abdelkader Bengrina a été ministre du Tourisme et de l'Artisanat de 1997 à 1999.

### Extrême gauche
- Parti des travailleurs : Premier parti fondé et dirigé par une femme, Louisa Hanoune, en Algérie et dans le monde arabe[réf. nécessaire]. Il a été proche de la sécurité militaire durant la période de polarité présidence-SM en Algérie[Quoi ?]. Il a notamment apporté son soutien à la réforme scolaire en 2015 en faveur de la francisation de l'école et au retour au système éducatif de l'avant-guerre civile.
- Parti socialiste des travailleurs
- Parti algérien pour la démocratie et le socialisme, Parti des communistes algériens

### Droite libérale
- Rassemblement de l'espoir de l'Algérie (TAJ) : principal parti de droite libéral, ayant 4.8% des votes aux élections de 2017. Il est dirigé par Fatma Zohra Zerouati
- Front national algérien : Le Front national algérien est un parti nationaliste conservateur, créé dans les années 1990. Il est présidé par Moussa Touati. Aux élections législatives de 2002, le parti remporte 8 sièges à l'Assemblée populaire nationale (avec 1,6 % des voix), puis 13 sièges aux législatives de 2007 (4,18 %). Lors des législatives de 2012, le parti est en recul avec 2,13 % des voix, remportant ainsi 9 sièges (parmi lesquels trois femmes). Moussa Touati a représenté son parti lors de l'élection présidentielle de 2009, obtenant 2,31 % des voix.
- Parti du renouveau algérien : Le Parti du Renouveau Algérien est un petit parti politique algérien. Lors des élections de 2002, le PRA a obtenu 0,1 % des voix, et ne compte qu'un seul député à l'Assemblée populaire nationale.
- Mouvement de l'entente nationale : Le Mouvement de l'entente nationale est un parti politique qui joue un rôle mineur dans la vie politique algérienne. Lors des élections de 2002, il a obtenu 0,2 % des voix, et ne compte qu'un parlementaire. En 2007, il a obtenu 1,26 % des voix et compte quatre députés à l'APN.
- Parti national algérien

## Élections présidentielles
La contestation systématique des résultats électoraux remet en cause la légitimité du pouvoir au regard de la population et sa non aliénation[pas clair] vis-à-vis des partenaires étrangers. Cela génère notamment de forts taux d'abstention lors des différents rendez-vous aux urnes, contribuant ainsi à caractériser la démocratie algérienne comme une démocratie de façade, où les « élus » n'ont aucun compte à rendre aux électeurs[réf. nécessaire].
| Candidats                                                   | Résultat en % | Nombre de voix |
| ----------------------------------------------------------- | ------------- | -------------- |
| Abdelaziz Bouteflika (sans parti)                           | 85            | 8 651 723      |
| Ali Benflis (Front de libération nationale)                 | 6,4           | 653 951        |
| Abdallah Djaballah (Mouvement pour la réforme nationale)    | 5             | 511 526        |
| Saïd Saadi (Rassemblement pour la culture et la démocratie) | 1,9           | 197 111        |
| Louisa Hanoune (Parti des travailleurs)                     | 1             | 101 630        |
| Ali Fawzi Rebaine (Ahd 54)                                  | 0,6           | 63 761         |
| Total des votes exprimés                                    |               | 10 179 702     |

| Parti                                 | Suffrages | % des exprimés | Sièges |
| ------------------------------------- | --------- | -------------- | ------ |
| Front de libération nationale         |           | 34,3           | 199<   |
| Mouvement pour la réforme nationale   |           | 9,5            | 43     |
| Rassemblement National Démocratique   |           | 8,2            | 47     |
| Mouvement de la société pour la paix  |           | 7              | 38     |
| Parti des travailleurs                |           | 3,3            | 21     |
| Front national algérien               |           | 1,6            | 8      |
| Mouvement de la Renaissance Islamique |           | 0,6            | 1      |
| Parti du renouveau algérien           |           | 0,3            | 1      |
| Mouvement de l'Entente Nationale      |           | 0,2            | 1      |
| Indépendants                          |           | 4,9            | 30     |
| Total des sièges                      |           |                | 389    |

Avec un taux de 46 % de participation, ces élections de mai 2002 ont été boycottées par le Front des forces socialistes, par le Rassemblement pour la culture et la démocratie et par le Mouvement pour la démocratie en Algérie.

## Divisions administratives
L’Algérie est divisée en 58 wilayas (départements), dirigées par des walis (préfets).
Chaque wilaya est divisée en daïras, elles-mêmes divisées en communes. Chaque wilaya et commune est dirigée par une assemblée élue, respectivement dénommée APW (Assemblée populaire de wilaya) et APC (Assemblée populaire communale).

## Médias
Le multipartisme implique que les autorités acceptent les sensibilités politiques qui lui sont étrangères et leurs critiques à son égard, c'est une garantie pour le citoyen de contrôle des actions étatiques, avec la presse libre, mais aussi de pouvoir librement intervenir sur la scène politique. Cela dit, et à plusieurs reprises, des journalistes algériens ont dû séjourner en prison pour diffamation notamment.
L’Algérie compte une centaine de journaux, édités aussi bien en français qu'en arabe. Ils sont publiés à près d'un million et demi d'exemplaires par jour. En 2001, le gouvernement a modifié les dispositions pénales de code concernant la diffamation et la calomnie. En 2007, l'association Reporters sans frontières a classé l'Algérie à la 126e place mondiale de son classement sur la liberté de la presse.
L’Algérie compte sept chaînes publiques et une vingtaine de chaînes privées. En septembre 2011, le premier ministre Ahmed Ouyahia a annoncé des réformes concernant l'ouverture du champ médiatique au privé, des candidats aux lancement de chaînes de télévision ou de radio privées se sont déclarés, parmi eux des hommes d'affaires tels que l'industriel Rabrab, et des quotidiens indépendants notamment El Watan et El Khabar.
Le champ audiovisuel algérien a été ouvert au privé en 2012. Outre les chaînes de télévision publiques, les pouvoirs publics ont octroyé 6 licences pour les chaines de Télévision en Algérie. Il s’agit des chaînes télé suivantes : Dzair TV, Ennahar Tv, Echourouk Tv, Al-Djazairia One, Hoggar-TV et Numidia Tv.
Le secteur de la radio n'est à ce jour ouvert que pour le secteur public, qui dispose de chaînes radiophoniques à diffusion nationale et locale. Par ailleurs, le secteur privé n’a pas encore investis les ondes FM ou LM. Cependant, des chaînes radios algériennes sur internet se font de plus en plus nombreuses. 
La manne publicitaire des annonces légales gérée par l'ANEP est un moyen de pression du pouvoir sur les médias.